# 재일한인역사자료관
재일한인역사자료관(在日韓人歴史資料館)은 일본 도쿄도에 위치한 재일 한국인의 역사를 다루는 자료관이다. 2005년 11월 24일에 설립되었다.
조선 후기와 상당수의 한인들이 일본으로 이주하기 시작한 때부터 현대까지 주요 역사적 사건과 재일한국인의 일상생활을 다루고 있다. 70,000개 이상의 유물 컬렉션을 보유하고 있으며 이를 디지털화하고 있다. 2005년부터 2015년까지 총 32,000명의 방문객이 다녀갔다.

## 같이 보기
- 식민지역사박물관
- 오쿠보 (신주쿠구)